# Orthocladius tusimopequeus
Orthocladius tusimopequeus är en tvåvingeart som beskrevs av Sasa och Suzuki 1999. Orthocladius tusimopequeus ingår i släktet Orthocladius och familjen fjädermyggor. Inga underarter finns listade i Catalogue of Life.